# Zac Posen
Zac Posen (* 24. Oktober 1980 als Zachary E. Posen in New York City) ist ein US-amerikanischer Modedesigner. Im November 2019 gab Zac Posen bekannt, dass sein gleichnamiges Label inklusive der Linien House of Z und Z-Spoke eingestellt wird.

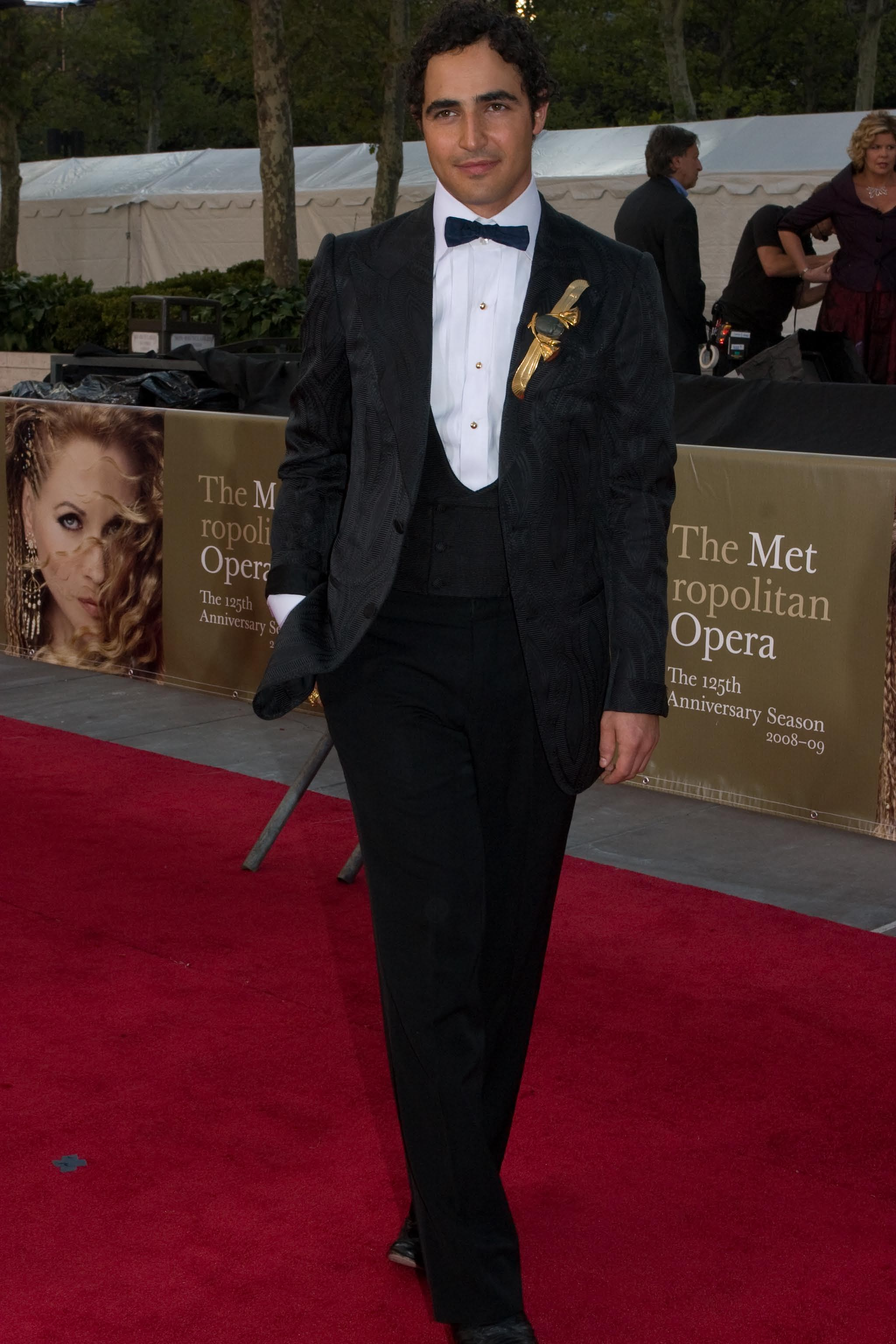
Zac Posen, 2008

## Leben
Posen wuchs im New-Yorker Stadtteil SoHo (Manhattan) auf. Er besuchte die St. Ann’s Highschool for Artists in Brooklyn. Bereits mit 14 Jahren wurde er an der Parson’s School of Design aufgenommen und studierte später in London am Central Saint Martins College of Art and Design. Nach seinem Studium in London kehrte Posen 2001 nach New York zurück und begann die Arbeiten an seiner ersten eigenen Kollektion. Seit seiner Kollektionspremiere 2002 gilt Posen als angesagter Designer und stattet unter anderem Stars wie Natalie Portman, Kate Winslet,  Cameron Diaz und Jennifer Lopez aus. Er hat schon mehrere Preise gewonnen, unter anderem 2004 vom Council of Fashion Designers of America (CFDA) in der Kategorie Ready-To-Wear. Zac Posen lebt zusammen mit seinem Freund Christopher Niquet und drei Hunden in der Nähe von SoHo. Posen ist Jude und wurde im April 2012 von der Internetseite Shalomlife auf Platz 9 der "50 talentiertesten, intelligentesten, lustigsten und liebsten jüdischen Männer der Welt" gewählt.
2009 hatte er einen Gastauftritt in der Telenovela Ugly Betty.